# JEWEL SKY
「JEWEL SKY」（ジュエル・スカイ）は、AZUの2枚目のシングル。

## 収録曲
1. JEWEL SKY
作詞：AZU&BOUNCEBACK　作曲：渡辺和記
2. SO WONDERFUL
作詞：AZU　作曲：原一博
3. 君に詠む歌
作詞：AZU　作曲：AZU&広石正樹
4. JEWEL SKY (INSTRUMENTAL)
5. SO WONDERFUL (INSTRUMENTAL)
6. 君に詠む歌 (INSTRUMENTAL)